# Empoasca ecuadorensis
Empoasca ecuadorensis är en insektsart som beskrevs av Rowland Southern 2006. Empoasca ecuadorensis ingår i släktet Empoasca och familjen dvärgstritar. Inga underarter finns listade i Catalogue of Life.